# Cupressus chengiana
Cupressus chengiana är en cypressväxtart som beskrevs av Shiu Ying Hu. Cupressus chengiana ingår i släktet cypresser och familjen cypressväxter.
Arten förekommer i Kina i södra delen av provinsen Gansu samt i norra och västra Sichuan. Den växer i bergstrakter mellan 1200 och 2750 meter över havet. Ibland hittas trädgrupper där Cupressus chengiana är det enda trädet. Mer vanlig är trädgrupper eller skogar tillsammans med kinesträd (Koelreuteria paniculata), Morus mongolica, Campylotropis delavayi, Bauhinia faberi och flockoxbär. 
Vädret i utbredningsområdet kännetecknas av kalla vintrar och kyliga somrar. Den årliga nederbörden ligger oftast mellan 500 och 750 mm.
Trädet huggas i samband med skogsbruk och artens trä används för byggnader. Cupressus chengiana blir odlad för att smycka regionens byar. IUCN kategoriserar arten globalt som sårbar (VU), främst på grund av den begränsade utbredningen.

## Underarter
Arten delas in i följande underarter:
- C. c. chengiana
- C. c. jiangensis